# Elaphoglossum palorense
Elaphoglossum palorense är en träjonväxtart som beskrevs av Eduard Rosenstock. Elaphoglossum palorense ingår i släktet Elaphoglossum och familjen Dryopteridaceae. Inga underarter finns listade.